# مجزرة سوبان كو
مجزرة سوبان كو هي مذبحة وقعت في 10 يونيو 2019، حيث هوجمت قرية دوجون في سوبان كو في مالي. وقد ألقى مولاي جيندو رئيس بلدية بنكاس المجاورة باللوم على ميليشيا الفولاني.
أسفر الهجوم عن مقتل 35 شخصًا، 19 منهم في عداد المفقودين. وقد صرح أحد الناجين أن المهاجمين بلغ عددهم حوالي 50 شخصا، يقودون دراجات نارية وشاحنات صغيرة. لاحقا اشتبهت حكومة مالي في أن إرهابيين هم من قاموا بالهجوم.